# 836 (tal)
836 är det naturliga heltal som följer 835 och följs av 837.

## Inom matematiken
- 836 är ett ymnigt tal
- 836 är ett primitivt ymnigt tal.
- 836 är ett glatt tal.
- 836 är ett övernaturligt tal.
- 836 är ett heptadekagontal[1].
- 836 är ett jämnt tal.

## Inom vetenskapen
- 836 Jole, en asteroid.